# Lantillac
Lantillac é uma comuna francesa na região administrativa da Bretanha, no departamento Morbihan. Estende-se por uma área de 7,64 km². Em 2010 a comuna tinha 307 habitantes (densidade: 40,2 hab./km²).